# Plataneros de Corozal
I Plataneros de Corozal sono una franchigia portoricana, con sede a Corozal: militano nella Liga de Voleibol Superior Masculino.

## Storia
Nonostante tre annate di inattività, che normalmente determinerebbero la scomparsa di una franchigia in LVSM, grazie ad alcune dispense speciali, i Plataneros de Corozal continuano a esistere fino al 2021, quando la franchigia cessa le proprie attività con la cessione del titolo alla città di San Sebastián, che in precedenza aveva visto la propria franchigia trasferirsi ad Aguadilla, ridando vita ai Caribes de San Sebastián. Un anno dopo riprendono le attività grazie all'acquisto del titolo dei Capitanes de Arecibo.

## Rosa 2024
| N° | Nome                | Ruolo | Data di nascita  | Nazionalità sportiva |
| -- | ------------------- | ----- | ---------------- | -------------------- |
| 1  | Carlos Berlingeri   | S     | -                | Porto Rico           |
| 2  | Elian Rivera        | O     | 26 giugno 2002   | Porto Rico           |
| 3  | Julio Mercedes      | C     | 19 aprile 1997   | Porto Rico           |
| 4  | Guillermo Moya      | C     | -                | Porto Rico           |
| 5  | Luzgardo Liciaga    | P     | 16 dicembre 1999 | Porto Rico           |
| 6  | Xavier Vega         | L     | -                | Porto Rico           |
| 7  | Nesty Solivan       | O     | 11 dicembre 1996 | Porto Rico           |
| 8  | Héctor Valentín     | L     | -                | Porto Rico           |
| 9  | Sebastián Negrón    | O     | 15 febbraio 2001 | Porto Rico           |
| 11 | Ramón Matos         | S     | 12 maggio 1999   | Porto Rico           |
| 13 | Christian Hernández | P     | 7 giugno 2000    | Porto Rico           |
| 14 | Manuel Hernández    | S     | -                | Porto Rico           |
| 15 | Joseph Cuevas       | O     | 9 maggio 1990    | Porto Rico           |
| 31 | Spencer Olivier     | S     | 5 gennaio 1999   | Stati Uniti          |
| 41 | Arnaldo Torres      | S     | 14 aprile 1999   | Porto Rico           |

## Palmarès
- Campionato portoricano: 9

1977, 1978, 1979, 1980, 1982, 1984, 1987, 2008, 2009-10